# Westerwolde (municipio)
Westerwolde es un municipio de la provincia de Groninga al norte de los Países Bajos, creado el 1 de enero de 2018 por la fusión de Bellingwedde y Vlagtwedde. Cuenta con una superficie de 280,63 km², de los que 4,62 km² están ocupados por el agua.
Toma el nombre de la región natural homónima, entre los ríos Ruiten-Aa, Mussel-Aa y Westerwoldse Aa, dentro de la que queda comprendido buena parte del municipio, formado por 21 núcleos o aldeas. 

## Galería

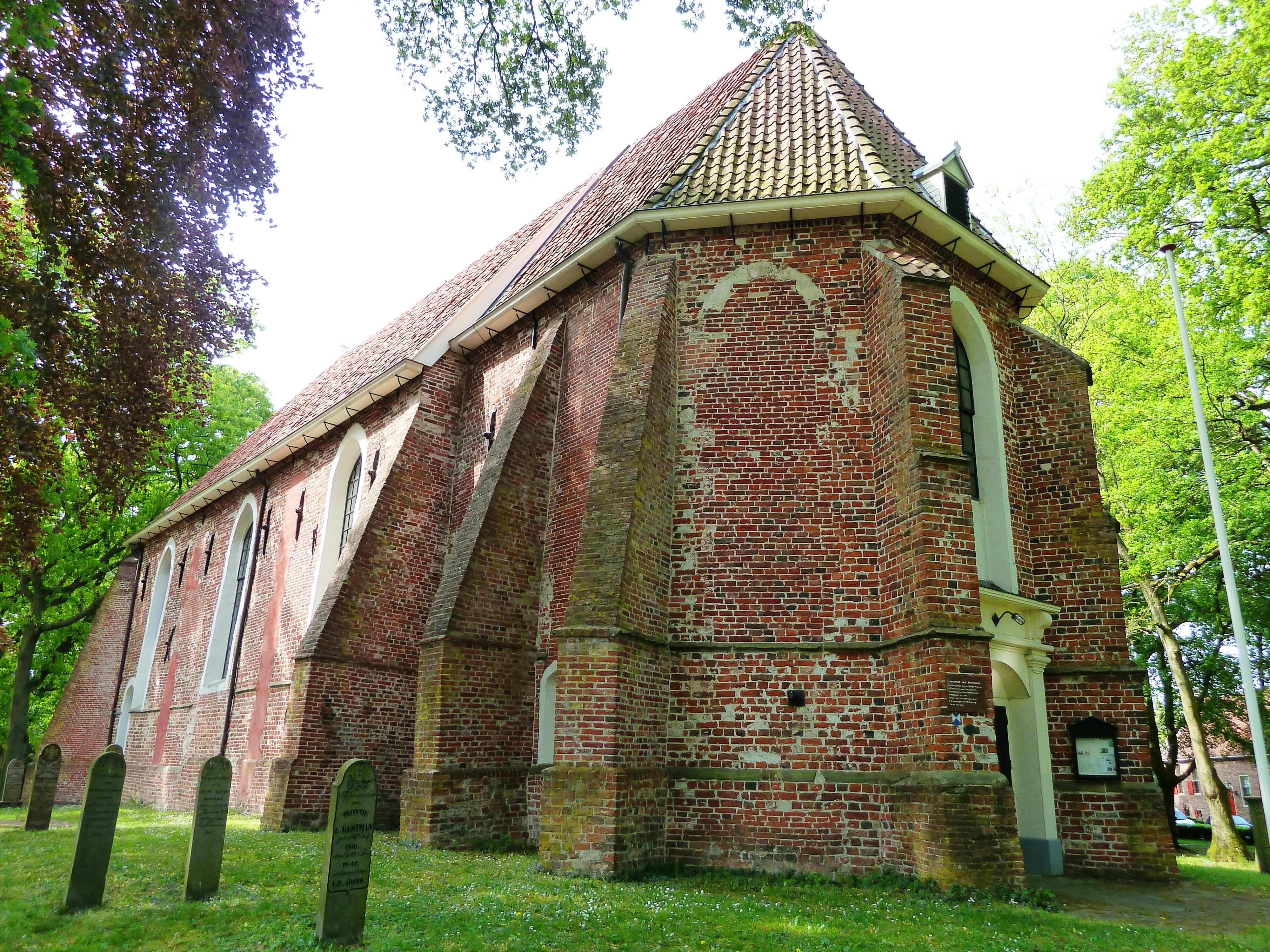
Magnuskerk, iglesia de San Magno, en Bellingwolde (siglo XVI).
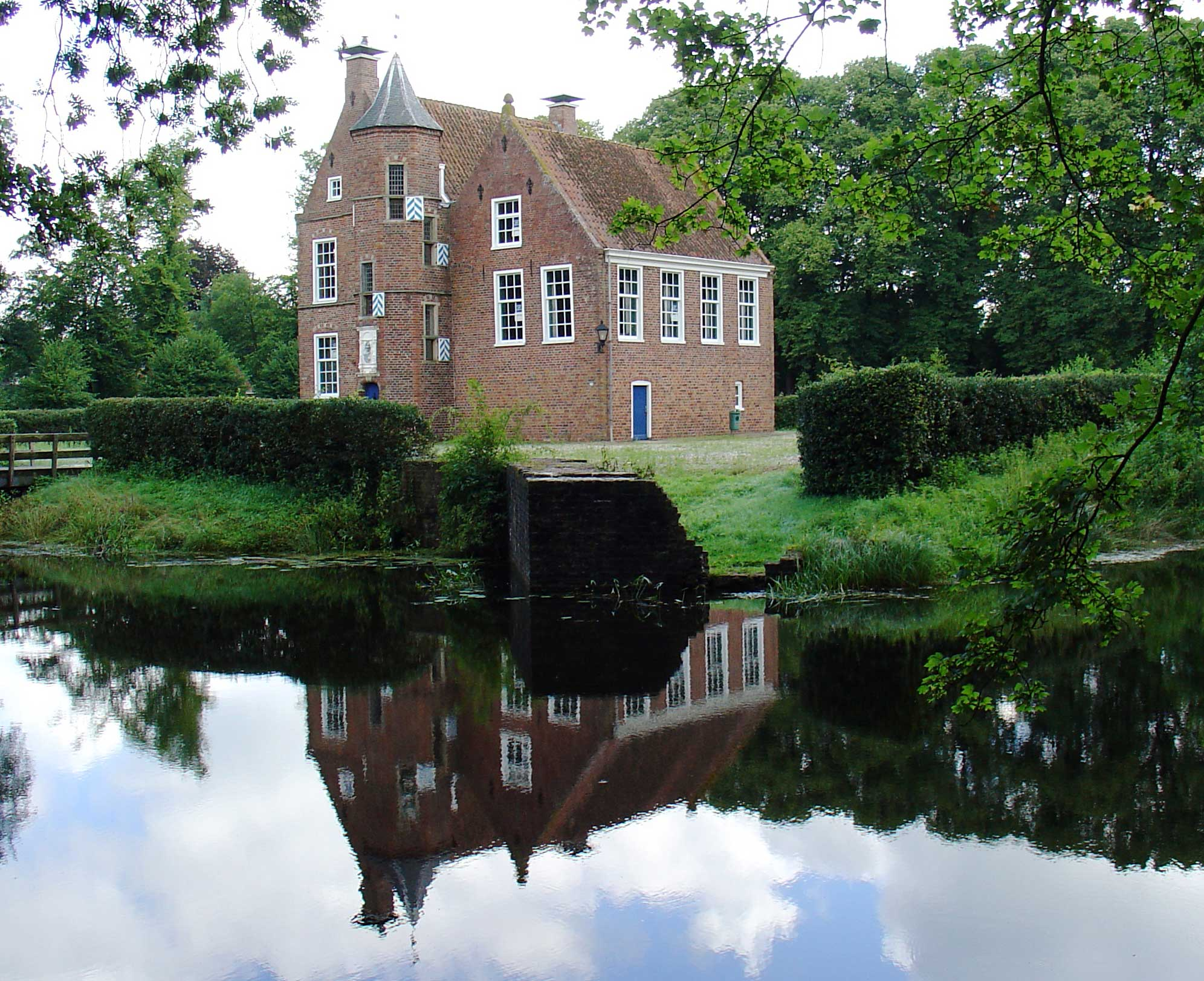
Wedderborg
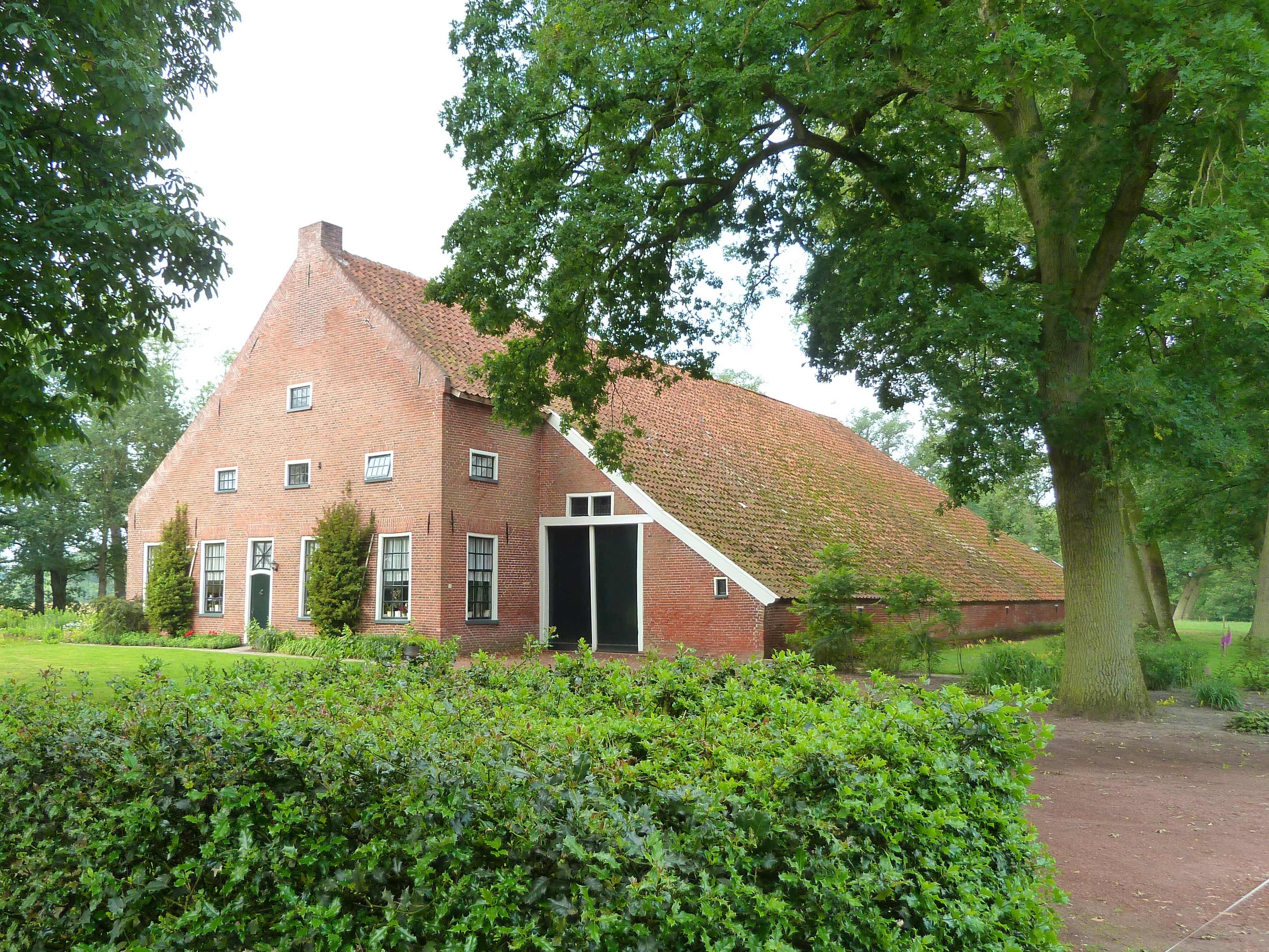
Granja en Ter Borg
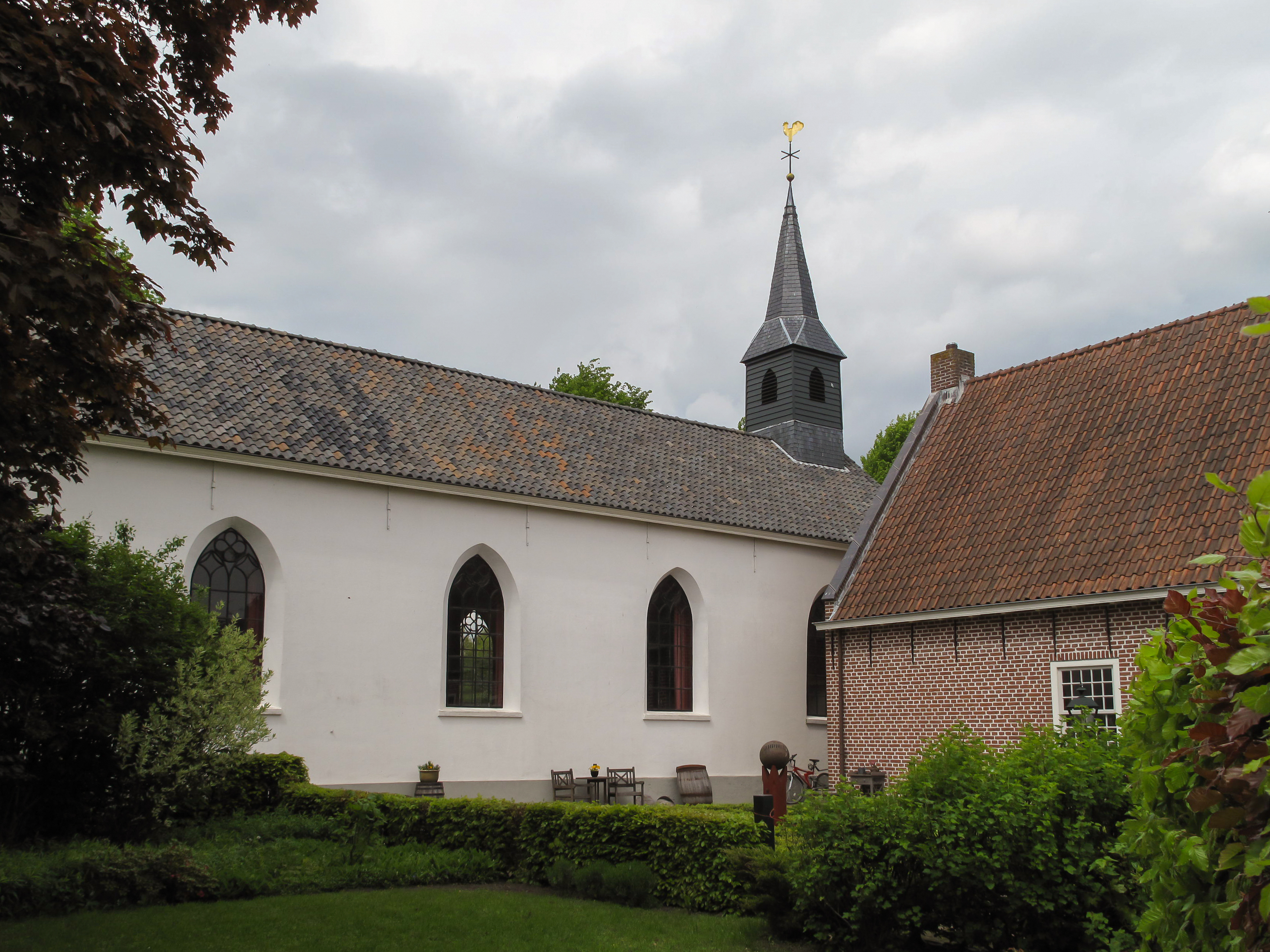
Bourtange, la iglesia en la fortaleza